# Peter Neuenheuser
Peter Hubert Neuenheuser (* 19. April 1877 in Düsseldorf; † 6. Februar 1940 in Köln-Lindenthal) war ein katholischer Geistlicher und Opfer der Nationalsozialisten.

## Leben
Neuenheuser wuchs in Opladen und Büttgen auf. Er studierte Philologie in Freiburg im Üechtland, Paris, Marburg, Münster und Bonn sowie katholische Theologie in Bonn und Köln. In Bonn wurde er 1898 Mitglied der katholischen Studentenverbindung KDStV Novesia Bonn im CV. Später wurde er noch Mitglied der KDStV Sauerlandia Münster und der KDStV Palatia Marburg, beide im CV. 1904 wurde er an der Rheinischen Friedrich-Wilhelms-Universität in Bonn mit der Arbeit Untersuchungen über Martin Opitz im Hinblick auf seine Behandlung der Natur zum Dr. phil. promoviert.
1906 wurde er im Kölner Dom zum Priester geweiht. 1913 wurde er Studiendirektor und Rektor des Collegium Aloysianum, eines katholischen Gymnasiums mit Internat in Opladen. 1933 wurde er zum Monsignore ernannt.

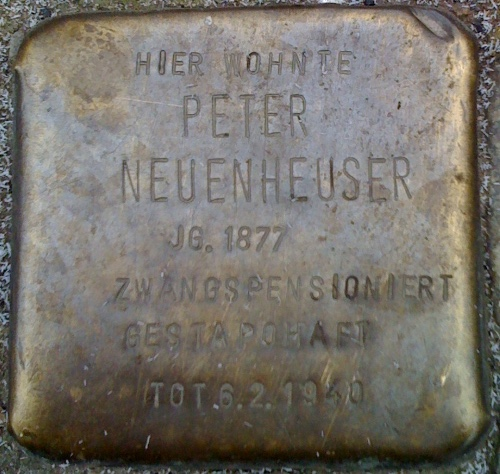
Stolperstein für Peter Neuenheuser in Leverkusen

Am 31. Dezember 1937 wurde er als geistlicher Direktor des Aloysianums abgesetzt und von den Nationalsozialisten wegen „angeblicher Bedrohung“ in Schutzhaft genommen. Neuenheuser starb 1940 im Alter von 62 Jahren in einem Kölner Krankenhaus und wurde in Büttgen beigesetzt.